# Rodulvard
Rodulvard ska enligt Rhyzelius blivit biskop omkring år 1077. Blotsven jagade honom på flykt till Rom. Rodulvard återkom från Rom med påven Gregorius VII:s brev till Inge och Halsten. Han blev återinsatt i sitt biskopsämbete i Skara  1080. På Rodulvards tid hörde sju hemman under biskopsstolen som alla förvärvats av de sju biskoparna. Rodulvard dog omkring 1093.